# パルテニオン山

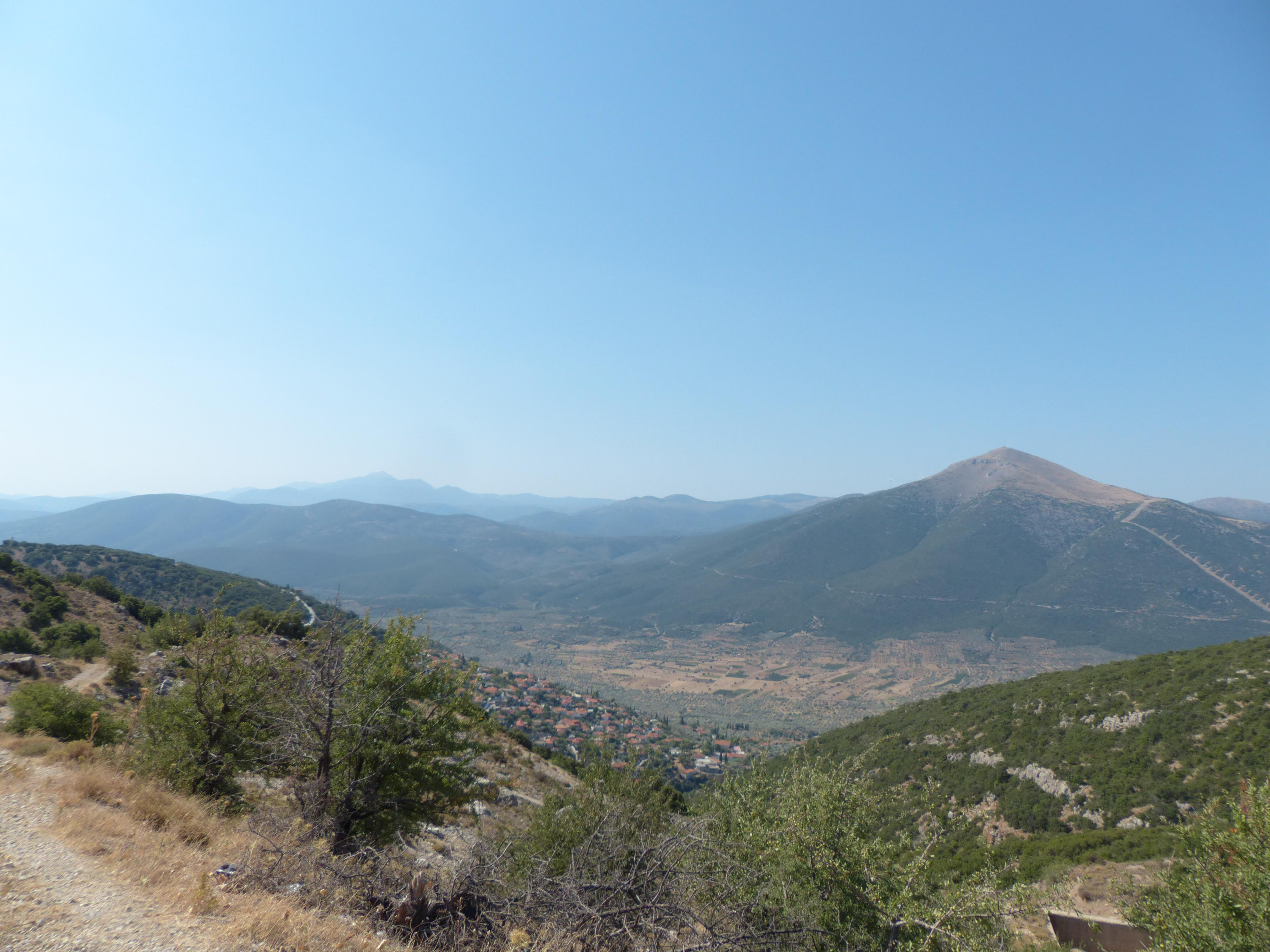
アフラドカンポスの町と遠方のパルテニオス山。

パルテニオン山（古希: Παρθένιον ὄρος, Parthenion Oros）は、ギリシャ、ペロポネソス半島のアルカディア県とアルゴリダ県の県境にある山である。「乙女の山」の意。標高1,215メートル。

## 概要
トリポリの東16キロ、北東のアルゴリダ県のアフラドカンボス村と南西のアルカディア県のパルテニ村の間に位置している。古代においてはテゲアの領域がパルテニオン山まで及んでおり、山がアルゴリス側のヒュシアイの小さな平野とテゲアの平原を分けていた。
ストラボンはアルカディアの有名な山として、ポロエ山、リュカイオン山、マイナロス山とともにパルテニオン山の名前を挙げている。
パルテニオン山はギリシア神話の英雄パルテノパイオスとテレポスが生まれてすぐに捨てられた場所とされる。パルテノパイオスは女狩人アタランテの息子であり、テレポスはヘラクレスとアテナ・アレア神殿の女神官アウゲの息子で、テゲア王アレオスの孫であった。捨てられたテレポスは雌のシカに乳を与えられて生き延びた。
また牧羊神パンが現れた場所としても知られる。ヘロドトスによると、パンは紀元前490年のマラトンの戦いの前、パルテニオン山のそばを通ってスパルタに向かおうとしていたアテナイの伝令使フィリッピデスの前に現れた。神は大声でフィリッピデスの名を呼び、自分はアテナイ人に好意を抱いており、これまで何度もアテナイ人を助けたし、これからもそうするつもりであるのに、アテナイ人が自分に対して敬意を払わないのはどういうわけなのかと語ったことを帰って報告せよと命じた。フィリッピデスが神の言葉をアテナイに伝えた結果、アテナイ人はアクロポリスの麓にパンの聖域を創設した。
山中にはテレポスの神苑とパンの神域があった。パルテニオン山はリュラの制作に欠かせないカメの産地としても知られていた。
古代ではアルゴスからヒュシアイを経由し、パルテニオン山を越えてテゲアに通じる道路があり、現在は山の北側にアフラドカンボスを経由してトリポリにいたる国道が通じている。コリーティオ側の山麓には聖パンテレイモンの教会がある。